# R (James Bond)
R é um personagem de ficção que aparece no filme 007 O Mundo não é o Bastante. Interprertado por John Cleese que seria um estagiário e assistente de Q  no MI6. No filme seguinte 007 Um Novo dia para morrer R passa a ser o responsável pelas armas de Bond como o novo Q